# Юя
Юя (*між 1439 до н. е. та 1424 до н. е. —між 1379 до н. е. та 1374 до н. е.) — давньоєгипетський державний діяч часів XVIII династії. Інший варіант імені — Яа.

## Життєпис
На думку вчених мав семітське, зокрема арамейське або мітаннійське походження. Це базується на дослідження мумії Юя анатомом Графтоном Елліотом Смітом. Про батьків нічого невідомо, вони могли бути вже єгиптизованими семітами, що увійшли до місцевої знаті. Стосовно дати народження замало відомостей. Ймовірно у 1430 або 1420-х роках до н. е. у місті Іпу (сучасний Ахмім), столиці 9 нома Верхнього Єгипту. Був жрецем бога Міна, потім обіймав посаду начальника пасовищ в рідному місті. Напевне цьому сприяв шлюб з представницею впливого роду, яка була родичкою цариці Яхмос-Нефертарі.
Піднесення Юї відбулося завдяки шлюбу бл. 1385 року до н. е. його доньки зі спадкоємцем трону, майбутнім фараоном Аменхотепомп III. Завдяки цьому Юя отримав перші значні посади ще за фараона Тутмоса IV.
Юя залишався впливовим чиновником при царському дворі Аменхотепа III, обіймаючи посади найближчого радника фараона («єдиний друг»), царський захисник та голови колісниць (можливо па-гереру). На знак високих заслуг отрипав титул іріпат, завдяки увійшов до вищої аристократії, та хатіа (на кшталт спадкового князя).
Від фараона Юя отримав рідкісний привілей побудувати свою гробницю в Долині царів, натепер вона називається KV46. Поховання Юя та його дружини було знайдено у 1905 році.

## Родина
Дружина — Туя.
Діти:
- Тія (бл. 1398 до н. е. — 1338 до н. е.), велика дружина Аменхотепа III
- Ай (д/н—1319 рік до н. е.), фараон у 1323—1319 роках до н. е.
- Анен, жрець Ра у Геліополісі, чаті Нижнього Єгипту

Можливо також, що Еє і його дружина Туя були батьками головної дружини Ехнатона Нефертіті. Однак, згадка про таку спорідненість з провінціалами аж ніяк не лестила б цариці. Туя в офіційних написах іменувалася лише «годувальницею Нефертіті, великої дружини царя», тоді як Мутнеджмет, молодша сестра Нефертіті, відкрито іменувала Тую матір'ю.